# Camp County
Camp County är ett administrativt område i Texas med 12 401 invånare (2010). Den administrativa huvudorten (county seat) är Pittsburg.

## Geografi
Enligt United States Census Bureau har countyt en total area på 526 km². 513 km² av den arean är land och 13 km² är vatten. 

### Angränsande countyn
- Titus County - norr
- Morris County - öster
- Upshur County - söder
- Wood County - sydväst
- Franklin County - väster